# Аквила Египетский
Аквила (погиб в 311 году) — святой мученик Египетский. День памяти — 20 мая.
Святой Аквила пострадал в Египте во времена соправления императора Максимина Дайа. Святого рвали на куски железными гребнями. Его кончина была засвидетельствована префектом Арианом (Arianus), который также принял Христову веру и стал мучеником.